# Anthony Goldwire
Anthony Goldwire (West Palm Beach, Florida,  6 de septiembre de 1971) es un exjugador y entrenador estadounidense de baloncesto. Jugó en la Universidad de Houston y fue elegido en el draft por Phoenix Suns en la segunda ronda (52.º total) en el Draft de la NBA de 1994. 

## Trayectoria deportiva
Goldwire militó en distintos equipos europeos, como el FC Barcelona, el Skipper Bologna y el Aris griego. Jugó con el Panellinios de la Liga Griega de Baloncesto en la temporada 2006-07. Se retiró tras la temporada 2007-2008, en la que defendió la camiseta del Egaleo en la Liga Griega. Dos años después se convertiría en entrenador de baloncesto, ejerciendo de asistente de los Milwaukee Bucks durante 3 años. Después seguiría como asistente en la NBA D-League.

## Galardones
- Fue parte del equipo campeón de la CBA en la temporada 1994-95 (Yakima Sun Kings).
- Miembro del segundo equipo de novatos de la CBA en la temporada 1994-95.

## Estadísticas de su carrera en la NBA

### Temporada regular
| Año     | Equipo      | PJ  | PT | MPP  | %TC  | %3P   | %TL   | RPP | APP | ROB | TPP | PPP |
| ------- | ----------- | --- | -- | ---- | ---- | ----- | ----- | --- | --- | --- | --- | --- |
| 1995–96 | Charlotte   | 42  | 8  | 14.8 | .402 | .398  | .767  | 1.0 | 2.7 | 0.4 | 0.0 | 5.5 |
| 1996–97 | Charlotte   | 33  | 9  | 17.5 | .403 | .439  | .750  | 1.2 | 2.8 | 0.6 | 0.0 | 5.8 |
| 1996–97 | Denver      | 27  | 21 | 22.7 | .392 | .394  | .816  | 1.7 | 4.6 | 0.5 | 0.0 | 7.3 |
| 1997–98 | Charlotte   | 82  | 32 | 27.0 | .423 | .384  | .806  | 1.8 | 3.4 | 1.0 | 0.1 | 9.2 |
| 2000–01 | Denver      | 20  | 0  | 10.1 | .375 | .265  | .765  | 0.6 | 1.7 | 0.5 | 0.0 | 4.1 |
| 2002–03 | San Antonio | 10  | 0  | 5.1  | .278 | .250  | .000  | 0.3 | 0.3 | 0.3 | 0.0 | 1.2 |
| 2002–03 | Washington  | 5   | 0  | 6.8  | .571 | 1.000 | .800  | 0.6 | 0.2 | 0.0 | 0.0 | 2.6 |
| 2003–04 | Minnesota   | 5   | 0  | 13.2 | .357 | .333  | 1.000 | 1.2 | 2.0 | 0.6 | 0.0 | 2.6 |
| 2003–04 | New Jersey  | 6   | 0  | 3.2  | .250 | .000  | .000  | 0.2 | 0.2 | 0.3 | 0.0 | 0.7 |
| 2004–05 | Detroit     | 9   | 0  | 6.1  | .267 | .333  | .875  | 0.9 | 0.0 | 0.0 | 0.0 | 2.0 |
| 2004–05 | Milwaukee   | 24  | 2  | 20.1 | .438 | .408  | .826  | 2.1 | 3.3 | 0.6 | 0.0 | 6.4 |
| 2005–06 | Los Angeles | 3   | 0  | 7.3  | .143 | .000  | .000  | 0.3 | 0.7 | 0.0 | 0.0 | 0.7 |
| Total   | Total       | 266 | 72 | 18.6 | .407 | .386  | .792  | 1.3 | 2.8 | 0.6 | 0.0 | 6.3 |